# 하렐 스카트

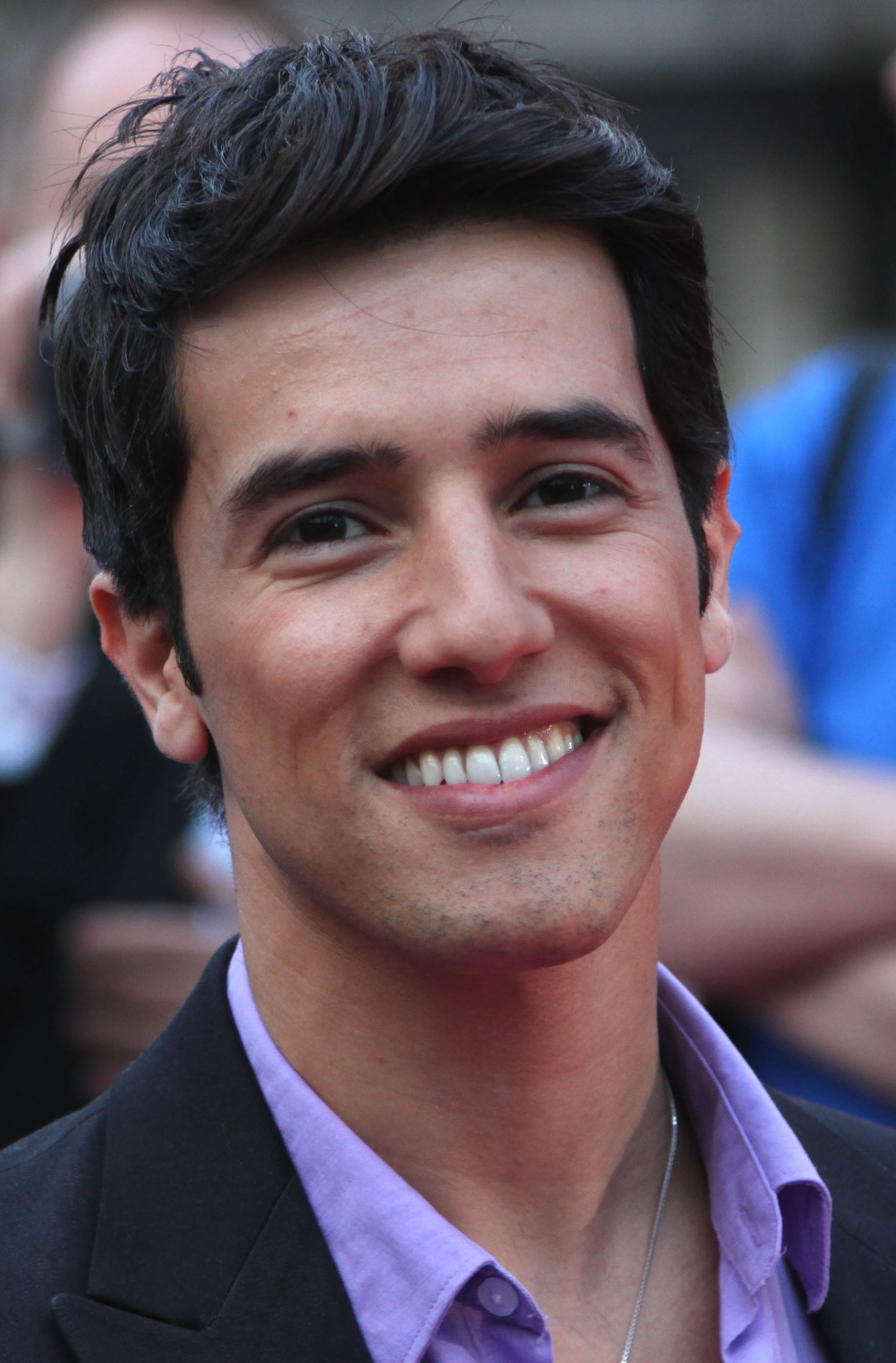

하렐 스카트(Harel Skaat, 1981년 8월 8일 ~ )는 이스라엘의 가수이자 작곡가이다.
이스라엘을 대표하여 유로비전 송 콘테스트 2010에서 노래 Milim("מילים", 단어)을 불렀다.
스카트는 어렸을 때부터 공개적으로 노래를 부르고 공연을 하였다. 6살에 어린이 가요제 대회에서 우승했다. 10대 때 도시 및 고등학교 밴드의 리드 가수였다.
2006년 7월 Harel Skaat라는 음반으로 데뷔했다. "Ve'at" ("ואת", "And You")를 포함한 5개의 히트 싱글을 프로듀싱했다.